# Дабіжа Олександр Васильович
 Дабіжа Олександр Васильович  (13 вересня 1860 р., Іваниця, Прилуцький повіт, Полтавська губернія — 16 червня 1899 р., Царське село, Санкт-Петербурзька губернія) — князь, дипломат, український історик та художник.

## Біографія
Народився в родині молдавського князя Василя Дмитровича Дабіжі (1823—1902) та його дружини Анастасії Олександрівни, вродженої Горленко (1839—1904). Князь Василь Дабіжа був нащадком відомих з XII століття балканських правителів Котроманичів Боснійських. Рід матері - Анастасії Олександрівни походив з козацько-старшинського роду Горленків, відомого з середини XVII століття.
Батько Василь Дабіжа після закінчення Київського університету служив у канцелярії Херсонського цивільного губернатора в Одесі. Подальша кар'єра проходила у Києві по лінії Міністерства народної освіти. Дабіжа займав різні посади в Київському навчальному окрузі. Завершенням кар'єри чиновника стало призначення до Санкт-Петербурга, де він служив по Відомству установ імператриці Марії. В 1892 році Василь Дабіжа добився підтвердження імператором Олександром ІІІ іноземного княжого титулу Дабіж. Він і потомки по низхідній лінії отримали російський княжий титул, який визнавався з моменту прийняття батька Василя Дабіжі на службу в Російській імперії. Князь мав будинок в Одесі та володів маєтком Романівщина в Борзнянському повіті поблизу містечка Ічня, отриманим від Горленків при укладенні шлюбу.
Олександр народився в маєтку Горленків у Іваниці Прилуцького повіту. Дитинство пройшло в Одесі, а літні місяці родина проводила в маєтку Романівщина. Закінчив в Одесі Рішельєвську (Першу чоловічу) гімназію, в 1878 році вступив до старших класів Олександрівського ліцею у Санкт-Петербурзі. Навчання завершив у 1881 році з чином титулярного радника (ІХ клас). Поміж трьох кращих випускників був призначений на службу до Міністерства іноземних справ Російської імперії. Кілька років служив третім секретарем в канцелярії міністерства, потім був призначений другим секретарем дипломатичної місії в Мадриді, де служив близько двох років. З Іспанії був переведений в Каїр секретарем дипломатичної місії. Там, зокрема, супроводжував царевича Миколу Романова в його двотижневій подорожі по Єгипту в жовтні-листопаді 1890 року. Завдяки дипломатичній службі побував у багатьох європейських країнах, багато часу провів на землі предків — в Боснії і Герцоговині, бував у Сирії і Марокко, також відвідав скит святого Іллі на Афоні. В 1898 році отримав чин статського радника. Мав іноземні нагороди: орден Філіппа Великодушного, герцогство Гессен (1884); Командорський хрест, Іспанія (1887).
Ще під час служби в міністерстві розпочав вивчення історії роду Горленків, здійснюючи пошук історичних документів у столичних архівах та використовуючи матеріали фамільного архіву, надані йому далеким родичем по матері, істориком і публіцистом Василем Горленком. Результатом цих досліджень стала «Роспись рода Горленков…», надрукована в 1886 році в часописі «Киевская старина». 
Наступне історичне дослідження «Горленки (Очерки прилуцкой старины)» також стосувалося історії роду Горленків, але воно було подане через призму історичних подій в Гетьманщині ХVII-XVIII століть. Це дослідження було надруковане в «Киевской старине» в 1887 році. Остання частина дослідження, присвячена полковнику Прилуцькому Дмитру Горленку, залишилася у рукописі. Всього Олександр Дабіжа опублікував у часописі «Киевская старина» 6 науково-історичних праць, його останньою публікацією була стаття «Шпага Карла ХІІ», надрукована в 1896 році в столичній газеті «Journal de St.-Pеtersbourg», а згодом, у перекладі з французької, в «Киевской старине».
Олександр Дабіжа був художником-аматором, учнем професора акварельного і перспективного живопису Імператорської Академії мистецтв Луїджі Премацці. Акварелі О. Дабіжі експонувалися на академічних виставках і виставках Товариства російських акварелістів. Також він влаштовував художні виставки в Каїрі. В 1892 році О. Дабіжа надіслав до Імператорської Академії мистецтв 14 акварелей, написаних під час подорожі по Єгипту царевича Миколи. За представлені роботи Академія мистецтв обрала його почесним вільним общником.
Ще під час дипломатичної служби в Каїрі у нього проявилися симптоми туберкульозу легень. Багато років він безуспішно намагався впоратися із захворюванням, довелося полишити дипломатичну службу і піти в довготривалу відпустку, залишаючись у відомстві міністерства іноземних справ. Проходив лікування в європейських санаторіях: поблизу Франкфурта (Німеччина), Давос (Швейцарія) та інших. Зрозумівши, що вилікуватися не може, повернувся до Російської імперії. 
Продовжував історичні дослідження, публікуючи їх результати в «Киевской старине». Приїздив в Україну, провідував друзів і знайомих.  Перебуваючи в маєтку батьків Романівщині, став поручителем при вінчанні молодшої сестри Софії з французьким підданим Едуардом Леоном Коз, також у Романівщині народився його син Олександр. Після тривалої хвороби Олександр Дабіжа помер у Царському селі 16 червня 1899 року, на його прохання похований в Ялті на міському кладовищі 23 червня 1899 року, могила не збереглася. В окремих публікаціях днем смерті вказується 14 червня, що не відповідає метричному запису в Іоанно-Златоустовській церкві Ялти та некрологу.

## Сім'я
З 1894 року був одружений з графинею Софією Михайлівною Муравйовою (1872—1901), фрейліною Імператорського двору, донькою дипломата Михайла Миколайовича Муравйова (1845—1900), а в 1897–1900-х роках міністра іноземних справ Російської імперії. Софія Михайлівна померла у Флоренції 19 вересня 1901 року від шлункової гарячки (бруцельозу).
Син Олександр народився 1 вересня 1895 року в маєтку Романівщина. Навчався в Олександрівському ліцеї, в 1916 році закінчив Пажеський корпус. Служив у Чеченському та Татарському кінних полках Кавказької тубільної кінної дивізії, останнє звання — поручик. Після революції провів життя в еміграції у Німеччині, помер після 1961 року.

## Статті
- Дабижа А. Мазепа-князь и его шляхетский и княжеский гербы // Киевская старина. — К., 1885. — Т.13. — № 12. — С. 715—718.
- Дабижа А. В. Роспись рода Горленков, составленная по фамильным родословным и поминальным спискам, грамотам и документам Горленковского архива Киевская старина. — Приложение. — К., 1886. — Т. 15. — № 6. — С. І–ХІІ.
- Дабижа А. Горленки (Очерки прилуцкой старины) // Киевская старина. — К., 1887. — Т. 17, № 2. — С. 237—268.
- Продовження // Киевская старина. — К., 1887. Т. 19, № 10. — С. 199—232.
- Дабижа А. Малороссийская обитель на Афоне // Киевская старина. — К., 1893. — Т. 40. — № 1. — С. 34-40.
- Дабижа А. К рисунку (дар гетмана Мазепы Гробу Господню) // Киевская старина. — К., 1893. — Т. 43. — № 11. — С. 316—320.
- Дабижа А. Шпага Карла ХІІ // Киевская старина. — К., 1896. — Т. 55. — № 12. — Отд. 2. — С. 65–70.

## Список акварелей, поданих в Академію мистецтв
- Біля берегів Єгипту.
- Палац принца Хусейна в Гізі — місцеперебування спадкоємця цесаревича.
- Булакське передмістя в Каїрі.
- Каїрський Хан-Халіль (базар).
- Сфінкс.
- Остання з мечетей старого Каїра (Масср-ель Атіка) на шляху до півдня.
- Берег Нілу біля Абу-Хаммера (Верхній Єгипет).
- Луксор — давні Фіви.
- Мечеть у храмі Рамзеса Великого. Луксор.
- Вулиця в Луксорі.
- Зрошувальне колесо («Саккіє») в Едфу.
- Нільські пороги біля острова Елефантина в Нубії. Асуан.
- Перистиль храму Ізіди на острові Філе (Philae). Нубія.
- Павільйон Тиверія на острові Філе. Нубія.